# Nnamdi Kanu
Nnamdi Okwu Kanu, né le 25 septembre 1967 à Isiama Afara dans l'État d'Abia au Nigeria, est un militant politique britannico-nigérian qui milite pour la sécession et l'indépendance du Biafra vis-à-vis du Nigeria. Il est le chef du Peuple indigène du Biafra (IPOB), qu'il a fondé en 2014. L'objectif principal de l'IPOB est de restaurer l'État séparatiste du Biafra qui existait dans la région orientale du Nigeria pendant la guerre civile nigériane de 1967-1970.

## Biographie
Kanu est né le 25 septembre 1967 à Isiama Afara Ukwu, Umuahia, dans l'État d'Abia dans le territoire revendiqué par la République du Biafra, quelques mois après que celle-ci eut déclaré son indépendance du Nigeria. Son père, Eze Israel Okwu Kanu (JP), et sa mère, Ugoeze Nnenne Kanu, étaient des monarques traditionnels nigérians. Il a fréquenté l'école primaire Library Avenue et est allé au Government College Umuahia pour ses études secondaires. Il a étudié à l'Université du Nigeria à Nsukka, et s'est installé au Royaume-Uni avant d'obtenir son diplôme.

## Premiers pas dans l'activisme
Kanu a commencé son activisme pour la liberté du Biafra en tant que directeur de Radio Biafra et présentateur de la sensibilisation au Biafra sous la direction de Ralph Uwazuruike, leader du Mouvement pour l'actualisation de l'État souverain du Biafra (MASSOB), qui a déclaré lors d'une réunion à Kaduna, au Nigeria, le 12 juin 2014, qu'il avait remis Radio Biafra à Nnamdi Kanu, leader de l'IPOB, mais que Kanu l'avait déçu. Radio Biafra a toutefois été créée par le défunt gouvernement biafrais en 1967 dans le but de défendre la cause biafraise. Kanu était une figure relativement obscure jusqu'en 2009, date à laquelle il a lancé Radio Biafra, une station qui appelait à la création d'un État indépendant pour le peuple igbo et qui diffusait au Nigeria depuis Londres. En 2014, il a fondé l'IPOB le 5 septembre 2015, Nnamdi Kanu était un orateur invité au Congrès mondial igbo qui s'est tenu à Los Angeles, où il a déclaré à son auditoire "nous avons besoin de fusils et nous avons besoin de balles".

## Incarcération

### Arrestation
Le 18 octobre 2015, il a été rapporté que Kanu avait été arrêté dans l'État de Lagos par la police secrète du Nigeria, le Department of State Services (DSS). Kanu avait déclaré à ses avocats que le 14 octobre 2015, il avait été arrêté par les agents du gouvernement fédéral du Nigeria, le State Security Service (SSS), dans sa chambre d'hôtel du Golden Tulip Essential Hotel Ikeja, dans l'État de Lagos. Dans un point de presse, les avocats ont déclaré qu'entre le 14 et le 17 octobre 2015, on ignorait où se trouvait leur client jusqu'au 18 octobre 2015, lorsque les médias ont annoncé la nouvelle de son arrestation et de sa détention par le SSS à Abuja. La nouvelle de l'arrestation de Kanu a suscité des manifestations dans les États de Delta, Enugu, Rivers, Cross River, Abia, Imo, Akwa Ibom, Bayelsa et Anambra.

### Détention
Le 19 octobre 2015, il a été rapporté que Nnamdi Kanu avait été libéré sous caution après une mise en accusation secrète au Magistrate Court, Wuse 11. Cependant, la libération sous caution semblait " controversée " et certains ont affirmé que le DSS avait annoncé la libération sous caution uniquement " pour calmer le peuple en colère du Biafra ".

### Juridiction de la Cour
Le Magistrate Court 1 siégeant à Abuja le 18 novembre 2015 a ordonné au Département des services de l'État (DSS) de produire Kanu au tribunal le 23 novembre 2015. Cependant, il a été rapporté que le Département des services de l'État (DSS) a obtenu une " ordonnance secrète du tribunal pour détenir Nnamdi Kanu ". L'avocat de Kanu, Vincent Obetta, a déclaré lors d'une interview qu'au tribunal, le procureur lui a remis un document contenant une décision de justice autorisant le Département des services de l'État (DSS) à détenir Kanu pendant les trois prochains mois pour "conclure ce qu'ils ont dit être une enquête sur le terrorisme et le financement du terrorisme".

### Procès judiciaire
Kanu a finalement été mis en examen le 23 novembre 2015 devant un tribunal de première instance d'Abuja pour la première fois, pour des accusations de "conspiration criminelle, intimidation et appartenance à une organisation illégale " par le Département des services de l'État (DSS) du Nigeria. Ces accusations sont contraires aux "sections 97, 97B et 397" du code pénal nigérian,. Le premier magistrat S. Usman avait, lors du dernier ajournement, reproché au Département des services de l'État (DSS) de ne pas avoir présenté Kanu au tribunal les deux fois consécutives où l'affaire a été portée devant la cour. Pendant ce temps, les partisans de Kanu ont pris d'assaut la capitale du Nigeria, Abuja, dans des bus de luxe pour manifester pacifiquement en faveur de leur leader, qui a été mis en accusation par le gouvernement fédéral devant le tribunal de première instance de Wuse Zone 2, à Abuja, le 23 novembre 2015. Les manifestants pro-Biafra, munis de pancartes, ont chanté et dansé devant les locaux du tribunal pendant l'audience. Les manifestants portaient des T-shirts et des casquettes avec des inscriptions comme "Biafra Now or Never", "Buhari Release Kanu For Us", "On Biafra We Stand". D'autres manifestations de membres de l'IPOB, au nombre de plus de 15 000, ont simultanément bloqué la circulation des véhicules dans la ville économique clé du sud-est, Onitsha. Il en a été de même pour plus de 20 000 manifestants à Aba, dans l'État d'Abia, le même jour.
Kanu, par l'intermédiaire de son avocat, a déposé une requête demandant aux autorités fédérales de le transférer de la garde du Département des services de l'État (DSS) à la prison. Son avocat, Obetta, a insisté sur le fait que le transfert de son client en prison lui permettrait d'avoir facilement accès à son équipe juridique.
Alors qu'il était au tribunal, le Département des services de l'État (DSS) a demandé au tribunal de première instance de Wuse Zone 2 d'interrompre le procès de Nnamdi Kanu en vertu de l'article 108(1) de la loi de 2015 sur l'administration de la justice pénale. Idakwo a ajouté que le Département des services de l'État (DSS) avait obtenu une ordonnance de la Haute Cour fédérale d'Abuja, datée du 10 novembre, pour détenir l'accusé pendant 90 jours. Obetta a prié la cour de ne pas abandonner l'affaire car l'accusation n'a présenté aucune information de la part du Procureur général de la Fédération du Nigeria qui avait l'autorité pour approuver une telle mesure. Obetta a également déclaré à la cour que « le DSS a violé l'ordonnance de la cour qui a accordé une libération sous caution qui était perfectible mais non accordée, ajoutant que l'accusé était sous la garde du Département des services de l'État (DSS) depuis son arrestation ». Le magistrat de la cour, Usman Shuaibu, après avoir écouté les deux avocats, a ajourné l'affaire jusqu'au 1er décembre 2015 pour qu'il soit statué.

## Libération et disparition
Le 20 octobre 2015, Vanguard a annoncé que Kanu avait été libéré sous caution. Cependant, des sources médiatiques soutenant les objectifs de l'IPOB ont qualifié la libération sous caution de "controversée" et ont affirmé que le DSS l'avait annoncée uniquement "pour calmer le peuple en colère du Biafra". Kanu a finalement été libéré sous caution par la juge Binta Nyako pour des raisons de santé.
Kanu a disparu de la vue du public après que sa maison a été perquisitionnée par l'armée nigériane, en septembre 2017, un événement qui a conduit à la mort de 28 membres de l'IPOB,. N'ayant pas été vu en public pendant plus d'un an, il y a eu de larges spéculations concernant son lieu de résidence, les membres de l'IPOB accusant le gouvernement Buhari de l'avoir enlevé. Cependant, en octobre 2018, des photographies et des vidéos non attribuées, le situant apparemment en Israël, ont largement circulé sur les médias sociaux, ce qui a ensuite été confirmé par les médias grand public.
Bien qu'il ait refait surface, son emplacement exact et son lieu de vie ont continué à rester flous au cours des années suivantes.
En octobre 2022, Nnamdi Kanu est acquitté par une cour d'appel d'abuja.

## Poursuite du militantisme
Lors d'une interview en juin 2017, Kanu a demandé des balles et des fusils à un groupe de Nigérians basés aux États-Unis pour se défendre contre les attaques incessantes des bergers fulanis contre les Igbos, qui se produisaient actuellement sur les terres du Biafra.
La stratégie prononcée de Kanu a été l'application de la désobéissance civile pour faire valoir sa demande de liberté pour son peuple. Dans diverses émissions radiodiffusées, Nnamdi Kanu a déclaré que son adoption des formes de désobéissance civile de Martin Luther King Jr. et du Mahatma Gandhi conduira à la "restauration du Biafra". Dans une interview accordée à Newsweek, Nnamdi Kanu a exprimé sa foi dans les enseignements de Martin Luther King Jr. et du Mahatma Gandhi : "J'espère que ce que nous recherchons peut être accompli de manière pacifique. Je suis un partisan de la résistance passive. Gandhi et Martin Luther King s'y sont essayés avec de très bons effets, alors pourquoi cela ne fonctionnerait-il pas dans notre cas ?"
Avant l'élection présidentielle de 2019, l'IPOB avait menacé de boycotter le scrutin. Selon le leader de l'IPOB, Nnamdi Kanu, "Il [le boycott] est une approche à plusieurs facettes. C'est de la désobéissance civile, de la résistance passive, c'est l'expression de notre ressentiment envers le Nigeria et ce qu'il représente". Sa position sur le boycott des élections a été largement critiquée par les politiciens nigérians locaux qui soutenaient le contraire. À la veille de l'élection, Nnamdi Kanu a levé sa position de boycott et a exhorté les Biafrais à participer à l'élection, après quoi il a qualifié sa condition de "signée, scellée et livrée". Son changement a été reçu dans différents milieux comme étant ouvert à l'appel et aux opinions des autres.